# Bukowiec (Równina Gryficka)
Bukowiec – wzgórze kemowo-morenowe, będące najwyższym wzniesieniem Równiny Gryfickiej o wysokości 75,2 m n.p.m. Położone w zachodniej części gminy Gryfice, na północny zachód od wsi Świeszewo i południowy wschód od leśniczówki Gacko.
Nazwę Bukowiec wprowadzono urzędowo rozporządzeniem w 1949 roku, zastępując poprzednią niemiecką nazwę Buch Berg.